# مجددی‌های افغانستان
مجددی‌ها یک خانواده روحانی در افغانستان بوده پس از ورود اعراب در افغانستان و به‌خصوص پس از قرن ۱۷ در سیاست افغانستان و تشکیل دولت افغانستان منحیث ممثل و رهبر روحانی رول ارزنده را بازی نموده‌اند. این خانواده پس از ورود اعراب داخل افغانستان گردیده در تطبیق مناسبت و مناسک دین اسلام به‌ویژه مناسک چشتیه، نقشبندیه و حنفی خدمات زیادی نمودند. این فامیل زمانی در کابلستان سلطنت را بنام فرخشاهیان ایجاد نموده الی سلطنت غزنویان در کابلستان حکمروائی می‌نمودند. خانواده مجددی خویشرا اولاده عمر فاروق دانسته فاروقی تخلص می‌نمایند. کنون در افغانستان پاکستان هندوستان ترکیه اویغورستان زندگی داشته منحیث افراد روحانی فعالیت می‌نمایند.

## تاریخچه خانواده مجددی‌ها در کابل و افغانستان
امام رفیع الدین کابلی از سلسله اولاده عمر فاروق بود. به همین مناسبت مجددی‌ها خود را " فاروقی" می‌نامند. اجداد این امام در عهد ورود اسلام به کابل متوطن گردیدند. موصوف در زمان خود در در علم عرفان و طریقت نقشبندیه مشهور گشت. ویدر زمان سلطنت فرخشاه کابلی عازم هند شده قلعه بنام سرهند را برای سکونت اهل علم و عرفان مسلمین در کشور هند بنا نمود. خانواده فاروقی یا مجددی امروز مدعی هستند که شهاب الدین فرخ شاه از معروف‌ترین جد آن‌ها و پانزدهمین جد مجدد، است. شیخ احمد مجدد الف ثانی ابن شیخ عبدالاحد نواده امام رفیع الدین نامبرده در در سال ۹۴۶ در سرهند تولد گردید. شیخ احمد مجدد الثانی تحصیلات ابتدای را در منزل پدری نزد عبدالاحد مشهورترین عالم دین و تاجر آموخت. بعد فراگیری تحصیلات را در سیالکوت ادامه داد. او تفسیر قرآن را یکجا با عالم دینی دیگر بنام فیضی تکمیل نمود و با وی بعضی آثاری را پیرامون مسایل دینی و کاوش‌های تاریخی محاصره شهر مشهد توسط عبدالله خان شیبانی تألیف کرد. در سال ۱۵۹۹میلای عازم دهلی گردید و در آنجا پیروِ صوفی حاجی محمد باقی بالله (Baqi Bellah) شد، باقی باله در سال ۹۸۳ شمسی وفات نمود. شیخ احمد پس از گذشت مدت کوتاهی، یکی از شاخه‌های مکتب صوفیهٔ نقشبندیه را اساس گذاری نمود. احمد مجدد بزودی از شهرت بسزائی نه تنها در هند، بلکه در میان مردمان افغانستان، آسیای میانه، ترکیه و بعدا یمن، حجاز و مصر برخوردار گشت. اساس تعالیم او را "وحدت شهود" تشکیل داده بود که با تدریس و تبلیغ، می‌خواست امتزاجی بین شریعت و طریقت به وجود آورد. فعالیت‌های احمد مجدد در بخش دین منحصر نمی‌گشت، بلکه در اتکاء به تعالیم خود، در امور سیاسی دولت مغل کبیر فعالانه مداخلت می‌نمود. برمبنای نظریات سنتگرایان اهل تسنن، او علیه اصلاحات مذهبی جلال الدین اکبر پادشاه مغل برآمد و سعی داشت دین جدید دولتی را بنام "دین و خداً در کشور معرفی کند.
زمانیکه بعد از جلال الدین اکبر پسرش جهانگیرشاه جانشین اوشد، احمد مجدد کوشش کرد تا فشار لازم بالای پادشاه مغل وارد نماید و نمایندگان خود را در ارتش جابجا نموده و موقف خود را استحکام بخشد. از اینرو، وی شیخ بدرالرفای را به حیث نماینده در ارتش مغل تعین نمود. به کمک همین شیخ بود که دسایس و توطیه‌های را زیر نام روحانیت در ارتش به راه انداخت و سرانجام از طرف دولت گرفتار گردید و به زندان انداخته شد تا اینکه ویدر سال ۱۰۰۹ به عمر ۶۳ سالگی در شهر سرهند وفات نمود. وی غلام محمد مجددی ابن ویمحمد اسماعیل ابن ویصبغت اله ابن ویمحمد معصوم ابن ویشیخ احمد مجددی (کواسه شیخ احمد مجددی) تا سال اول اعلی ویاحمدشاه درانی در قید حیات بود. در سال ۱۱۲۷ در سرهند وفات نمود. چون این فامیل متوطن اصلی کابل بودند. دولت شاهنشاهی افغانستان در سال نامبرده مصمم شد تا تمامی اعضای این خانواده زاهد و متقی را در کابل و دیگر شرهای افغانستان ساکن سازد. در عهد تیمور شاه حاجی صفی اله مجددی برادران و فرزندانش در کابل اقامت داشتند.
در بین قرون هفدهم، هژدهم و نوزدهم تعداد زیادی از نمایندگان مجددی در کابل، قندهار، پیشاور، دهلی، یارقند (امروز در ایالت سینکیانگ چین است) و سایر مناطق سکونت اختیار کردند؛ و کمیت زیاد علما، نویسندگان و شعرا از این خاندان به شهرت رسیدند. خاندان مجددی در زمان سلطنت سدوزائی‌ها (۱۷۴۷–۱۸۱۸) ارتباط نزدیک با خاندان شاهی داشت و تأثیرات برجسته در فرهنگ، سیاست و جامعه بجا گذاشتند. به‌طور مشخص می‌توان از بعضی شخصیت‌های معروف آن نام برد.
غلام محی الدین مجددی که نسل ششم به احمد مجدد وصل می‌شد. شیخ غلام محمد که از فامیل مجددی‌های قندهار بود و در سال ۱۷۶۵ در پیشاور فوت کرد. شخصیت دیگر این خانواده شاه فضل‌الله(۱۷۷۱–۱۸۲۳) و محمد حسن بن عبدالرحمن بود.
شاه عبدالباقی جد حضرت‌های شوربازار کابل شعر می‌گفت و بنام باقی معروف بود و در سال ۱۸۷۰ وفات کرد. پسر او غلام عمر که در سال ۱۸۷۳ فوت نمود. میراحمد، یکی از حضرت‌های پیشاور و بدخشان بود و در سال‌های (۱۷۹۲–۱۸۵۳) زندگی داشت.
شخصی بنام صفی الحسین که به یکی از شاخه‌های خاندان مجددی تعلق داشت در سال ۱۸۹۲ در زمان عبدالرحمن خان از سرهند به کابل نقل مکان کرد و در منطقه شوربازار کابل مسکن گزین گردید؛ و بعداً از آنجا به منطقه غرب کابل به منطقه قلعه جواد نقل مکان کرد.
مجددی‌ها همواره در حیات سیاسی و مذهبی مردم مداخله نمود و در میان حلقات روحانی افغانستان، مقام اول را اختیار کرد. آن‌ها نفوذ خود را در میان باشندگان مناطق وسیع جنوب، جنوب شرق و شرق کشور گسترش داد. به ویژه کمیت بیشتری از مریدان مجددی را مردمان پشتون، بالخاصه قبایل غلجائی سلیمان خیل تشکیل داده بود. نقش برجسته خانواده مجددی، شرایط را برای ایجاد خویشاوندی با بعضی از خانواده‌های مؤثر افغانی مهیا ساخت. همچنان موجب خویشاوندانی با خاندان شاهی هم گردید و بعضی از دوشیزه گان خاندانی را به ازدواج گرفتند.

## امتیازات مجددی‌ها
در مدتی که مجددی‌ها در افغانستان مسکن گزین شدند، ملکیت بزرگی را در تصاحب خصوصی خود درآوردند. زمین‌های مزروعی، باغ‌های پراز میوه، جنگلات، کاخ‌ها و عمارات اداری در کابل، پغمان، غزنی، کندهار، گردیز، خوست، لوگر، لغمان، ننگرهار، کنر در ملکیت آن‌ها شامل بود. تنها در حدود سه هزار جریب زمین حاصل خیز را درمنطقه ده سبز کابل در تملک داشتند. این ملکیت بدون رضایت این خانواده در زمان سلطنت ببرک کارمل تحت ملکیت دولت درآمده منطقه بنام احمدشاه مینه یا ارزان قیمت بنا گردید.. علاوتا بسی مساجد، مدارس و زیارتگاه‌ها به آن‌ها تعلق می‌گرفت. در سال‌های سی قرن بیستم، به اساس فرمان شخص نادرشاه، مدرسهٔ را در قلعه مستوفی ولایت غزنی زیر نام "نورالمدارس " افتتاح نمودند. با گشایش این مدرسه، امتیازات زیادی را بدست آوردند؛ که عبارت از معافیت جلب عسکری به تمام شاملین مدرسه و حق اداره مدرسه توسط اعضای خانواده مجددی، بدون آنکه دولت در امور مدرسه مداخله کند و حق گردآوری صدقه طبق مرام آن‌ها از سراسر کشور و همچنان بدست آوردن آن از خارج کشور. این مکتب دینی مجددی به "مرکز دینی آموزش اسلامی" مبدل گشت. مرکز آموزشی نامبرده دارای اهداف بوده یکی از هدف آن آماده گی معنوی پیروان بود.

## نقش فعال مجددی‌ها در دولتهای افغانستان
عبدالله مجددی در آغاز قرن بیستم از نهضت مشروطه خواهان حمایت کرد. او از اصلاحات ارضی دفاع نموده و مخالف شدید نظام مطلقه شاهی بود. سال‌های بعدتر، فضل محمد مجددی که در خارج کشور بسر می‌برد، از نهضت جوانان بیدار که شهزاده امان‌الله در مرکز آن قرار گرفته بود، پشتیبانی نمود. او در خلال جنگ سوم افغان و انگلیس در سال ۱۹۱۹ با اردوی افغان در تل می‌جنگید. امان‌الله شاه به پاس خدمات او برای استقلال کشور، نشان عالی را اعطا کرد. از اینروست که غلام‌محمد غبار او را " قهرمان مبارزه برای استقلال و وطن‌پرست «در کتاب خود "افغانستان در مسیر تاریخ" خطاب نموده‌است». 
فضل عمر مجددی برادر او مسئولیت تاجگذاری امیرامان الله را بدوش گرفت. محمدیوسف مجددی یکی از اعضای دیگر این خانواده در رهبری جنبش دموکراتیک "جوانان بیدار" در سال‌های ۱۹۴۷ تا ۱۹۵۳ قرار داشت. زمانی‌که امان‌الله خان به اجرای برنامه‌های اصلاحات در کشور آغاز کرد و منافع روحانیون را تحت شعاع قرار داد، عالمان منطقه شوربازار کابل و در بالای همه فضل محمد مجددی تحت نام (دفاع از اسلام) در رهبری نیروهای ضد امان‌الله خان قرار گرفت. امان‌الله ناگزیر شد در سال ۱۹۲۴ فضل عمر مجددی را با خانواده اش بنابر سهم‌گیری در تحریکات علیه دولت در پکتیا، به شهر بمبی تبعید سازد. او در آنجا به فعالیت‌های ضد نظام افغانان جوان پرداخت، به ویژه زمانی که امان‌الله در سفر خارج کشور (دسامبر ۱۹۲۷ الا جون ۱۹۲۸) قرار داشت. مجددی او را بنام "کافر" و "ملحد" محکوم نمود. آن‌ها در خزان سال ۱۹۲۸ آشکارا شورش را براه انداختند. در همین زمان گروهی زیر نام "گروپ ویمجدد" که شامل سردارهای متنفذ می‌گردید، روانه پکتیا گردیدند تا مردمان قبایل را تحریک کنند با این ادعا که "سیاست امان الله خان با قوانین شریعت و منافع مردم افغانستان" در تضاد است. آن‌ها را به شورش علیه دولت تحریک نمودند. لیکن قبایل از تحریکات محرکین حمایت نکردند. صادق مجددی و برادرزاده او معصوم مجددی از طرف مردم دستگیر و به محکمه سپرده شدند. دادگاه نظامی همه را به اعدام محکوم کرد. آن‌ها مدت طولانی را در زدان سپری نکردند. در آغاز همان سال زمانی که حبیب‌الله کلکانی بالای کابل حمله کرد، آن‌ها به امر امان الله از زندان رها گشتند و باقی همدستان شان از زندان فرار کردند.
پس از فرار امان‌الله و سپردن سلطنت به برادرش عنایت‌الله در جنوری سال ۱۹۲۹، صادق مجددی با عده یی از شخصیتهای با نفوذ نزد حبیب‌الله کلکانی به باغ بالا رفت که او تدارک حمله را بالای ارگ داشت. صادق مجددی در قرآن امضا نمود که بمجرد رسیدن بقدرت، او را به حیث امیر به رسمیت بشناسد. در خلال این عمل، هیئت مذکور به قطعات نظامی رفت که احضارات را برای مدافعه کابل گرفته بودند. صادق مجددی در مذاکره با عساکر آن‌ها را مطلع ساخت که امان‌الله از تخت سلطنت دست کشیده و عساکر باید به خانه‌های خود برگردند، که چنین نمودند. همین نقش را مجددی‌های هرات در تسلیم دهی شهر هرات به شورشیان بازی کرد.
زمانی که تاج پادشاهی امیرحبیب‌الله کلکانی در معرض خطر قرار گرفت، خانواده مجددی از وزیر حرب و سفیر پیشین در پاریس نادرخان حمایت کردند. در حالیکه هنوز سردار محمد نادر شاه در نوار مرزی تحت حمایت بریتانیا مصروف سربازگیری بود تا بالای کابل حمله کند. با این برنامه صادق مجددی که با فوت فضل محمد در راس خاندان مجددی قرار گرفته بود با نادرخان پیوست.. بنابر خدماتی که صادق مجددی انجام داده بود، نادرخان اراضی وسیعی را در قلعه جواد به آن‌ها بخشید؛ و فضل احمد مجددی به حیث وزیر عدلیه تعین شد. (بعد به حیث رئیس سنا وظیفه اجرا کرد). صادق مجددی سفیر مصر مقرر گشت.
بالعموم در زمان زمامداری خاندان نادرخان، مجددی‌ها در شورای علمای کشور نقش برجستهٔ داشتند و کرسی‌های مهمی را در کابینه، مجلس سنا، عرصهٔ دیپلماتیک و تحصیلات عالی در تصاحب خود درآوردند. در دهه پنجاه و شصت قرن بیستم، محمد هاشم مجددی به حیث وکیل در مجلس اعیان راه یافت و با موضعگیری ضد کمونیستی خود افتخار می‌کرد. برای سالیان طولانی غلام حسن مجددی رئیس فاکولته ادبیات و علوم اجتماعی بود. محمد شعیب و محمد صالح مجددی در وزارت خارجه و سفارت خانه‌های افغانستان اجرای وظیفه نمودند. میاحسین مجددی رئیس مواد خوراکه بود. هم چنان مجددی‌ها طرفداران و پیروان خود را در ارتش، به ویژه در بخش رهبری آن نیز داشتند. کمیت مریدان مجددی تقریباً به پانزده هزار نفر می‌رسید.
زمانی‌که محمد داود خان در سال ۱۹۵۳ به حیث صدراعظم و بعداً در سال ۱۹۷۳ به حیث رئیس‌جمهور زمام امور را بدست گرفت، ستاره نفوذ خاندان مجددی در سیاست کشور به افول رفت. سردار داود با وجودی که اعتقادات قوی مذهبی داشت، اما با قشر امتیاز طلب روحانیون، بشمول خانواده مجددی سخت مخاصمت می‌ورزید. آن‌ها را به حیث جاسوسان غرب، حلقات ارتجاعی روحانیون سیاه، می‌پنداشت. زیرا این گروه سیاست داخلی و خارجی سردار داود را پشتیبانی نمی‌کرد و بلکه آشکارا علیه آن موضعگیری می‌نمود و به‌ویژه در رابطه به روی لچی، گسترش مناسبات با اتحاد شوروی مخالفت می‌نمود و از موجودیت ملاها در ارتش، دفاع می‌کرد. سردار داود به حیث تدابیر متقابله، مرتجع‌ترین و افراطی‌ترین آن‌ها را بزندان انداخت و شورای علمای روحانی را متلاشی ساخت. اعضای خانواده مجددی را ممنوع الخروج از کشور هدایت داد. لیکن حکومات متعاقب آن، فرصت را دوباره مساعد ساختند تا باز مجددی بالای همان "اسپ" سوار و یکه‌تاز میدان شود؛ و سرانجام بار دیگر در حیات سیاسی و اجتماعی کشور فعالانه دخیل شدند.
پس از آنکه در سال ۱۹۵۶ فضل عمر مجددی از جهان رخت بست، در راس این خانواده محمد ابراهیم مجددی قرار گرفت. او را بنام " ضیا المشایخ " یا شیرپاچا یا ویصاحب، یاد می‌کردند.
در جنوری سال ۱۹۷۹ به امر حفیظ الله امین نخست وزیر افغانستان ابراهیم مجددی با ۲۱ نفر اعضای خانواده اش تیرباران شدند. از آن تاریخ به بعد، صبغت الله مجددی در راس قدرت خانوادگی قرار گرفت.

## مقاله‌های که با این صفحه ارتباط دارند
- صبغت‌الله مجددی
- جبهه ملی نجات
- چشتیه